# Sulzfeld, Bayern
Sulzfeld är en kommun och ort i Landkreis Rhön-Grabfeld i Regierungsbezirk Unterfranken i förbundslandet Bayern i Tyskland.
Kommunen ingår i kommunalförbundet Bad Königshofen im Grabfeld tillsammans med köpingen Trappstadt och kommunerna Aubstadt, Großbardorf, Herbstadt, Höchheim och Sulzdorf an der Lederhecke.